# Emblyna orbiculata
Emblyna orbiculata är en spindelart som först beskrevs av Jones 1947.  Emblyna orbiculata ingår i släktet Emblyna och familjen kardarspindlar. Inga underarter finns listade i Catalogue of Life.